# Jipocar Czech National Team
Jipocar Czech National Team (dawniej: Czech National Team) – czeski zespół rajdowy startujący w Rajdowych Mistrzostwach Świata. Ekipa powstała w 2010 roku, kiedy to Martin Prokop rozpoczął starty w JWRC, a następnie w PWRC. Początkowo zespół korzystał z samochodu Ford Fiesta S2000. W 2011 roku zmieniono samochód na Ford Fiesta RS WRC, jednak wyniki zespołu nie były zaliczane w klasyfikacji generalnej. Dopiero od sezonu 2013 ekipa zdobywał punkty do klasyfikacji zespołów. Najlepszym wynikiem w dotychczasowej historii zespołu jest czwarta pozycja Martina Prokopa w Rajdzie Niemiec 2013.
W 2014 roku ekipa obsługuje również zespół Slovakia World Rally Team, który jednak nie zdobywa punktów do klasyfikacji generalnej.